# KNDS
KNDS – europejskie przedsiębiorstwo przemysłu zbrojeniowego, które powstało jako spółka między Krauss-Maffei Wegmann a Nexter Systems. Siedzibą holdingu jest Amsterdam.
KNDS produkuje systemy artyleryjskie (np. CAESAR, PzH 2000), czołgi (Leclerc, Leopard 2), pojazdy opancerzone (np. Puma oraz Boxer we współpracy z Rheinmetall, VBCI), amunicję od 20 do 155 mm i inne. 

## Oddziały koncernu KNDS
- KNDS Deutschland
- KNDS France
- KNDS UK